# کندر کلاه‌بلند
کندر کلاه بلند، روستایی از توابع بخش مرکزی شهرستان لامرد در استان فارس ایران است.

## جمعیت
این روستا در دهستان سیگار قرار دارد و بر اساس سرشماری مرکز آمار ایران در سال ۱۳۸۵، جمعیت آن 497 نفر (۶۳ خانوار) بوده‌است.